# Новий Урал (Зав'яловський район)
Новий Ура́л (рос. Новый Урал) — присілок в Зав'яловському районі Удмуртії, Росія.
Знаходиться на південний захід від присілка Дінтем-Бодья, у верхів'ях невеликої лівої притоки річки Діньтемка.

## Населення
Населення — 8 осіб (2010; 19 в 2002).
Національний склад станом на 2002 рік:
- росіяни — 74 %

## Урбаноніми[3]
- вулиці — Садова